# Event 0
Event 0 (stylisé event[0]) est un jeu vidéo d'aventure développé et édité par Ocelot Society, sorti en 2016 sur Windows et Mac.

## Accueil

### Critique
- Adventure Gamers : 3/5[1]
- PC Gamer : 74 %[2]

### Récompenses
Lors de l'Independent Games Festival 2017, le jeu a été nommé pour le Grand prix Seumas McNally et dans les catégories Excellence en Design et Excellence en Narration.